# Zamarada odontophora
Zamarada odontophora là một loài bướm đêm trong họ Geometridae.